# کانوزیو
کانوزیو (به ایتالیایی: Canosio) یک کومونه در ایتالیا است که در استان کونیو واقع شده‌است.

## خصوصیات
کانوزیو ۴۸٫۹ کیلومترمربع مساحت و ۸۳ نفر جمعیت دارد و ۱٬۳۲۳ متر بالاتر از سطح دریا واقع شده‌است.